# Elisabet Lann
Elisabet Sara Lann, född 18 februari 1977 i Månsarps församling i Jönköpings län, är en kommunpolitiker i Göteborgs kommun för Kristdemokraterna.

## Biografi
Elisabet Lann föddes 1977 i Månsarp. Hon flyttade 1997 till Göteborg och studerade statsvetenskap och mellanösternkunskap vid Göteborgs universitet. Lann blev 2019 kommunalråd för Kristdemokraterna i Göteborgs kommun.